# Неофит Рилски
Неофит Рилски био је бугарски монах, учитељ и уметник.

## Биографија
Водећа личност новог бугарског просветног покрета у првој половини 19. века. Константин Јиречек описао га је као „патријарха бугарских учитеља и писаца”.
Прву нову бугарску граматику објавио је у Крагујевцу 1835. године, постављајући темељ за формирање новог модерног књижевног стандарда на најстаријем славенском језику чија књижевност разбија тројезичну херезу хришћанства.
Године 1836. кнез Милош Обреновић позвао га је за епископа у Шапцу, али он је одбио.
Био је игуман манастира Рила.